# Coupe d'Indonésie de football
La Coupe d'Indonésie de football (en indonésien : Piala Indonesia) est une compétition de football créée en 1985 opposant des clubs indonésiens. 
L'épreuve n'est pas disputée en 2011, puis de 2013 à 2018 pour diverses raisons,. 
La compétition reprend en 2018-2019.

## Palmarès
| Année       | Vainqueur                | Score                   | Finaliste          |
| ----------- | ------------------------ | ----------------------- | ------------------ |
| 1985        | Arseto Solo              | 3 - 0                   | Mercu Buana        |
| 1986        | Makassar Utama           | -                       | Niac Mitra         |
| 1987        | Krama Yudha Tiga Berlian | 2 - 0                   | Pelita Jaya        |
| 1988        | Krama Yudha Tiga Berlian | -                       | Pelita Jaya        |
| 1989        | Krama Yudha Tiga Berlian | 2 - 1                   | Pelita Jaya        |
| 1992        | Semen Padang             | 1 - 0                   | Arema Malang       |
| 1994        | Gelora Dewata            | -                       |                    |
| 2005        | Arema Malang             | 4 - 3 a.p.              | Persija Jakarta    |
| 2006        | Arema Malang             | 2 - 0                   | Persipura Jayapura |
| 2007        | Sriwijaya FC             | 1 - 1 a.p. 3 - 0 t.a.b. | Persipura Jayapura |
| 2009        | Sriwijaya FC             | 4 - 0                   | Persipura Jayapura |
| 2010        | Sriwijaya FC             | 2 - 1                   | Arema Malang       |
| 2012        | Persibo Bojonegoro       | 1 - 0                   | Semen Padang       |
| 2013 à 2018 | non disputé              | non disputé             | non disputé        |
| 2019        | PSM Makassar             | 0-1 et 2-0              | Persija Jakarta    |
| 2020 à 2022 | non disputé              | non disputé             | non disputé        |

## Source
- RSSSF